# 小行星2291
小行星2291（2291 Kevo）是一颗围绕太阳公转的小行星。1941年3月19日，利斯·奧特瑪在图尔库发现了此天体。
該小行星以芬蘭拉普蘭區克沃河上的野外站命名。
这颗小行星的绝对星等为298.63233等。